# Armorial des communes de la Nouvelle-Calédonie

Emblème de la Nouvelle-Calédonie

Cette page donne les armoiries des communes de Nouvelle-Calédonie.
Tous les blasons proviennent, sauf indication contraire, du site L'armorial des villes et villages de France.
- Haut – A
- B
- C
- D
- E
- F
- G
- H
- I
- J
- K
- L
- M
- N
- O
- P
- Q
- R
- S
- T
- U
- V
- W
- X
- Y
- Z

## B
| Blason à dessiner | Blason  | Inconnu.                                         |
| Blason à dessiner | Détails | Le statut officiel du blason reste à déterminer. |

| Blason à dessiner | Blason  | Inconnu.                                         |
| Blason à dessiner | Détails | Le statut officiel du blason reste à déterminer. |

| Blason à dessiner | Blason  | Inconnu.                                                                    |
| Blason à dessiner | Détails | Conception : Marcel Pétron Le statut officiel du blason reste à déterminer. |

## C
| Blason à dessiner | Blason  | Inconnu.                                         |
| Blason à dessiner | Détails | Le statut officiel du blason reste à déterminer. |

## D
| Blason de Dumbéa | Blason  | Écartelé : au 1er d'azur à un soleil non figuré à seize rais droits d'or, à la fasce engrêlée alésée et abaissée, fascée engrêlée de quatre pièces du champ et d'argent, brochant sur le tout, au 2e de gueules au club de golf d'or posé en barre le fer en bas, senestré en pointe d'une balle de golf du même, au 3e de gueules à l'épi de maïs feuillé d'or posé en bande, au 4e d'azur à la clé renversée, contournée et posée en barre d'or ; le tout sommé d'un comble d'or combiné à une filière du même et chargé de l'inscription « DUMBEA » en lettres capitales italiques de sable. |
| Blason de Dumbéa | Détails | Le statut officiel du blason reste à déterminer. |

## F
| Blason à dessiner | Blason  | Inconnu.                                         |
| Blason à dessiner | Détails | Le statut officiel du blason reste à déterminer. |

## H
| Blason à dessiner | Blason  | Inconnu.                                         |
| Blason à dessiner | Détails | Le statut officiel du blason reste à déterminer. |

| Blason à dessiner | Blason  | Inconnu.                                         |
| Blason à dessiner | Détails | Le statut officiel du blason reste à déterminer. |

## I
| Blason à dessiner | Blason  | Inconnu.                                         |
| Blason à dessiner | Détails | Le statut officiel du blason reste à déterminer. |

## K
| Blason à dessiner | Blason  | Inconnu.                                         |
| Blason à dessiner | Détails | Le statut officiel du blason reste à déterminer. |

| Blason à dessiner | Blason  | Inconnu.                                         |
| Blason à dessiner | Détails | Le statut officiel du blason reste à déterminer. |

| Blason à dessiner | Blason  | Inconnu.                                         |
| Blason à dessiner | Détails | Le statut officiel du blason reste à déterminer. |

| Blason à dessiner | Blason  | Inconnu.                                         |
| Blason à dessiner | Détails | Le statut officiel du blason reste à déterminer. |

## L
| Blason à dessiner | Blason  | Inconnu.                                         |
| Blason à dessiner | Détails | Le statut officiel du blason reste à déterminer. |

| Blason à dessiner | Blason  | Inconnu.                                         |
| Blason à dessiner | Détails | Le statut officiel du blason reste à déterminer. |

## M
| Blason à dessiner | Blason  | Inconnu.                                         |
| Blason à dessiner | Détails | Le statut officiel du blason reste à déterminer. |

| Blason à dessiner | Blason  | Inconnu.                                         |
| Blason à dessiner | Détails | Le statut officiel du blason reste à déterminer. |

| Blason de Le Mont-Dore | Blason  | Coupé : au 1er d'azur à un mont d'or, mouvant du bord de l'écu, cantonné des étoiles de la Croix du sud du même, posé sur une mer fascée ondée d'azur et d'argent de quatre pièces ; au 2d parti au I de sable à un wagonnet de mine d'or et au II de gueules à une hache ostensoir d'or. |
| Blason de Le Mont-Dore | Détails | La partie supérieure de l'écu représente le Mont Dore posé sur le bleu de l'océan Pacifique. La constellation de la croix du Sud rappelle la commune est située à l'extrême sud de la Grande Terre. Le wagonnet de mine rappelle l'exploitation de la première mine de nickel du Territoire vers 1873, au « Mont d'Or ». Le dernier quartier représente la hache ostensoir, dont la partie supérieure est en jade de l'Île Ouen. Conception : Marcel Laffont. Adopté le 11 décembre 1984. |

## N
| Blason de Nouméa | Blason  | D'azur au vaisseau d'or habillé d'argent accompagné au canton dextre du chef d'un soleil non figuré d'or; à la filière d'argent. |
| Blason de Nouméa | Détails | Adopté en 1991. |

## O
| Blason à dessiner | Blason  | Inconnu.                                         |
| Blason à dessiner | Détails | Le statut officiel du blason reste à déterminer. |

| Blason à dessiner | Blason  | Inconnu.                                         |
| Blason à dessiner | Détails | Le statut officiel du blason reste à déterminer. |

## P
| Blason à dessiner | Blason  | Inconnu.                                         |
| Blason à dessiner | Détails | Le statut officiel du blason reste à déterminer. |

| Blason à dessiner | Blason  | Inconnu.                                         |
| Blason à dessiner | Détails | Le statut officiel du blason reste à déterminer. |

| Blason à dessiner | Blason  | Inconnu.                                         |
| Blason à dessiner | Détails | Le statut officiel du blason reste à déterminer. |

| Blason à dessiner | Blason  | Inconnu.                                         |
| Blason à dessiner | Détails | Le statut officiel du blason reste à déterminer. |

| Blason à dessiner | Blason  | Inconnu.                                         |
| Blason à dessiner | Détails | Le statut officiel du blason reste à déterminer. |

| Blason à dessiner | Blason  | Inconnu.                                         |
| Blason à dessiner | Détails | Le statut officiel du blason reste à déterminer. |

| Blason à dessiner | Blason  | Inconnu.                                         |
| Blason à dessiner | Détails | Le statut officiel du blason reste à déterminer. |

## S
| Blason à dessiner | Blason  | Inconnu.                                         |
| Blason à dessiner | Détails | Le statut officiel du blason reste à déterminer. |

## T
| Blason à dessiner | Blason  | Inconnu.                                         |
| Blason à dessiner | Détails | Le statut officiel du blason reste à déterminer. |

| Blason de Touho | Blason  | D'azur à la fasce ondée d'argent chargée d'une branche de caféier au naturel, accompagnée en chef d'une manche-à-air palée d'argent et de gueules de cinq pièces et en pointe d'une ancre d'or. |
| Blason de Touho | Détails | Le statut officiel du blason reste à déterminer. |

## V
| Blason à dessiner | Blason  | Inconnu.                                         |
| Blason à dessiner | Détails | Le statut officiel du blason reste à déterminer. |

## Y
| Blason à dessiner | Blason  | Inconnu.                                         |
| Blason à dessiner | Détails | Le statut officiel du blason reste à déterminer. |